# جنگل‌های خزان‌دار مرطوب جنوب غربی گهات
جنگل‌های خزان‌دار مرطوب جنوب غربی گهات (به انگلیسی: South Western Ghats moist deciduous forests) یک منطقهٔ مسکونی و جنگلی در هند است.